# Помста і жінка
Помста і жінка (англ. Vengeance and the Woman) — американський пригодницький вестерн режисера Вільяма Дункана 1917 року.

## У ролях
- Вільям Дункан — Генрі Блейк
- Керол Голлувей — Бессі Блейк
- Джордж Голт — Блек Джек
- Текс Аллен — Ред Джонсон
- Вінсент Говард — Команч Піт
- Фред Барнс — Джим Морган
- Аль Дж. Дженнінґс — шериф Кел Гокінс
- С. Дженнінгс — Кел Гокінс
- Волтер Роджерс
- Наталі Ворфілд